# 장가군
장가군(牂柯郡)은 전한에서 설치한 중국의 옛 군이다.

## 유래
장가(牂柯)는 배를 대는 말뚝을 뜻한다고 한다. 《관자》에 이미 장가가 지명으로 쓰이는 것이 확인된다. 상거는 《화양국지》에서 장교(莊蹻)가 차란(且蘭)에서 싸울 때 강가에 배를 대고 싸워 차란을 장가라고 했다고 하나, 임내강(任乃强)은 이를 초주의 억측을 상거가 무비판적으로 받아들였을 뿐이라 했다.

## 전한
당몽이 남월 정복을 위해 서남이에서 남월로 가는 길을 열 것을 청하여 무제의 서남이 원정이 시작됐고 야랑후를 회유하여 건위군을 세우고 장가강까지 진격했으며, 훗날 장가군의 일부가 되는 폐현에 치소를 두었다. 장가군 자체의 설치는 원정 6년(기원전 111년)이다. 남월에서 한나라에 적대하는 반란이 일어나자 한나라에서는 서남이의 군대를 동원해 반란을 막으려 했는데, 차란군(且蘭君)은 출병한 사이 주변국의 침략을 받을 것을 두려워해 반발하고 사자와 건위태수를 죽였다. 남월을 공격하려던 파촉의 여덟 교위는 차란을 멸했고, 옛 차란군의 땅을 바탕으로 건위군의 일부를 합하여 장가군을 설치했다. 2년 후 익주군을 세우면서 장가군의 일부가 익주군이 됐다.
익주에 속하였으며, 원시 2년(2년)의 인구조사에 따르면 호구 24,219호, 인구 153,360명이었다. 치소는 고저란현이다. 아래의 속현 목록은 《한서》지리지의 내용이다. 원연·수화 연간(기원전 8년 무렵)의 현황으로 여겨지며, 총 17현이다.
| 현명     | 한자     | 대략적 위치                                           | 비고 |
| -------- | -------- | ----------------------------------------------------- | --- |
| 고차란현 | 故且蘭縣 | 첸난부이족먀오족자치주 푸취안시 경계?                 | 원수(沅水)가 남동으로 익양에 이르러 강수(江水)로 들어가니, 세 군(장가·무릉·장사)을 지나 2530리를 간다. |
| 심봉현   | 鐔封縣   | 원산좡족먀오족자치주 옌산현 북서·원산시 교외 일대     | 온수{溫水: 지금의 난판 강(중국어: 南盘江)과 홍수이 하(중국어: 紅水河)}가 동으로 광울(廣鬱)에 이르러 울수{鬱水: 지금의 위 강(중국어: 郁江)과 쉰 강(중국어: 浔江)}로 들어가니, 두 군(장가·울림)을 지나 560리를 간다. |
| 폐현     | 鄨縣     | 쭌이시 서                                             | 불랑산(不狼山)에서 폐수(鄨水)가 나와 동으로 원수로 들어가니, 두 군(장가·건위)을 지나 730리를 간다. |
| 누와현   | 漏卧縣   | 취징시 뤄핑현 남                                      | 응소에 따르면 옛 누와후(漏卧侯)의 나라 - 옛 서남이 나라다. |
| 평이현   | 平夷縣   | 비제시 시할구 이동·다팡현 이북 교외 일대              | |
| 동반현   | 同竝縣   | 훙허하니족이족자치주 미러현 남동                      | 응소에 따르면 옛 동반후(同竝侯)의 읍 - 옛 서남이 나라다. |
| 담지현   | 談指縣   | 첸시난부이족먀오족자치주 전펑현 서북 일대             | |
| 완온현   | 宛溫縣   | 원산좡족먀오족자치주 추베이현 남·옌산현 북 일대       | |
| 무렴현   | 毋斂縣   | 첸난부이족먀오족자치주 두산현 북                      | 강수{剛水: 지금의 두류 강(중국어: 都柳江)}가 동으로 담중(潭中)에 이르러 담수{潭水: 지금의 룽 강(중국어: 融江)}에 들어간다.                                                                                         |
| 야랑현   | 夜郎縣   | 안순시 관링부이족먀오족자치현 서부 일대               | 돈수(豚水)가 동으로 울수(鬱水)에 이른다. 도위가 다스린다. |
| 무단현   | 毋單縣   | 훙허하니족이족자치주 미러현 북서 일대                 | |
| 누강현   | 漏江縣   | 훙허하니족이족자치주 루시현 동                        | |
| 서수현   | 西隨縣   | 훙허하니족이족자치주 위안양현 남동 일대               | 미수{麋水}가 서쪽 요외에서 나와서 동으로 미령(麊伶)에 이르러 상룡계(尙龍谿)로 들어가니 두 군(장가·교지)을 지나 1106리를 간다.                                                                                      |
| 도몽현   | 都夢縣   | 원산좡족먀오족자치주 원산시·옌산현·시처우현 교외 일대 | 호수{壺水: 지금의 판룽 하(중국어: 盘龙河)}가 남동으로 미령에 이르러 상룡계로 들어가니 두 군(장가·교지)을 지나 1160리를 간다.                                                                                       |
| 담고현   | 談稾縣   | 류판수이시 판저우시 남서                              | |
| 진상현   | 進桑縣   | 훙허하니족이족자치주 핑볜먀오족자치현 동              | 남부도위가 다스린다. 관문이 있다. |
| 구정현   | 句町縣   | 원산좡족먀오족자치주 광난현 북서                      | 문상수{文象水: 지금의 시양 강(중국어: 西洋江)과 퉈냥 강(중국어: 驮娘江)}가 동으로 증식(增食)에 이르러 울수로 들어간다. 또 노유수(盧唯水), 내세수(來細水), 벌수(伐水)가 있다.                                       |

## 신
이름을 동정(同亭)으로 고쳤고 다음 현의 이름을 고쳤다.
| 전한 | 신         |
| ---- | ---------- |
| 무렴 | 유렴(有斂) |
| 야랑 | 동정(同亭) |
| 구정 | 종화(從化) |

## 후한, 촉한
16현 31,523호 267,253명을 거느렸다.촉한은 225년(건흥 3년)에 장가군의 서남부지역을 흥고군으로 분리하면서 구이저우 성 일대로 축소되었다.
| 현명     | 한자     | 비고                                                               |
| -------- | -------- | ------------------------------------------------------------------ |
| 고차란현 | 故且蘭縣 | 이후에 앞의 고(故)자가 빠져 저란현으로 개명되었다.                 |
| 평이현   | 平夷縣   |                                                                    |
| 폐현     | 鄨縣     |                                                                    |
| 무렴현   | 毋斂縣   |                                                                    |
| 담지현   | 談指縣   |                                                                    |
| 야랑현   | 夜郎縣   |                                                                    |
| 동병현   | 同幷縣   | 미러 시 북동에 있었다. 촉한대에 건녕군으로 이관되었다.             |
| 담고현   | 談稾縣   | 촉한시기 폐현되었다가 촉한의 멸망이후 복치되었다.                  |
| 누강현   | 漏江縣   | 촉한시기 폐현되었다가 촉한의 멸망이후 복치되었다.                  |
| 무단현   | 毋單縣   | 촉한대에 건녕군으로 이관되었다.                                    |
| 완온현   | 宛溫縣   | 225년 흥고군으로 이관되었는데, 이관된 이후 흥고군의 치소를 두었다. |
| 심봉현   | 鐔封縣   | 225년 흥고군으로 이관되었다.                                       |
| 누와현   | 漏卧縣   | 225년 흥고군으로 이관되었다.                                       |
| 구정현   | 句町縣   | 225년 흥고군으로 이관되었다.                                       |
| 진승현   | 進乘縣   | 한대의 진상현(進桑縣)과 같다. 225년 흥고군으로 이관되었다.         |
| 서수현   | 西隨縣   | 225년 흥고군으로 이관되었다.                                       |
| 광담현   | 廣潭縣   | 안순 시 핑바 구 남쪽에 있다.                                       |

## 서진, 성한
서진에서는 익주에 소속되어있었으며, 8현 1,200호를 거느렸다. 서진 무제집권말기 폐지된 영주가 서진 혜제시기 부활할 때 영주로 소속이 이관된 것으로 보인다.311년(영가 5년)에 영주자사 손분이 본군과 주제군. 건녕군일대에서 야랑군을 신설했고 폐현과 평이현지역에 평만군을 신설했다. 성한이 성립된 후 성한으로 소속이 이관되었으며 환온에 의해 성한이 멸망하면서 동진으로 복귀되었다.
| 현명   | 한자   | 대략적 위치                                     | 비고                                                                         |
| ------ | ------ | ----------------------------------------------- | ---------------------------------------------------------------------------- |
| 만수현 | 萬壽縣 | 첸난 부이족 먀오족 자치주 웡안 현 북동쪽 고당진 | 무제대에 신설된 현으로 군의 치소를 이곳에 두었다. .                          |
| 저란현 | 且蘭縣 |                                                 |                                                                              |
| 담지현 | 談指縣 |                                                 |                                                                              |
| 야랑현 | 夜郎縣 |                                                 | 311년 야랑군으로 이관되었고 야랑군의 치소를 두었다.                          |
| 무렴현 | 毋斂縣 |                                                 | 송서에는 고무렴현(故毋斂縣)으로 기록되어있다.                                |
| 광담현 | 廣潭縣 |                                                 | 광담현(廣談縣)으로 개명되었다. 야랑군으로 이관되었다.                        |
| 폐현   | 鄨縣   |                                                 | 311년 손분이 신설한 평만군으로 이관되었다.                                   |
| 평이현 | 平夷縣 |                                                 | 평만현(平蠻縣)으로 개명되어서 평만군으로 이관되었다. 평만군의 치소가 있었다. |
| 진악현 | 晉樂縣 | 구이양 시                                       |                                                                              |

## 동진, 유송
송나라때 장가군은 6현 1,970호를 거느렸고 1,500명이 거주하고 있었다. 경도까지 수운으로 12,000리였다. .
| 현명     | 한자     | 대략적 위치                         | 직위       |
| -------- | -------- | ----------------------------------- | ---------- |
| 만수현   | 萬壽縣   | 변화없음                            | 현령(縣令) |
| 저란현   | 且蘭縣   | 변화없음                            | 현령(縣令) |
| 고무렴현 | 故毋斂縣 | 변화없음                            | 현령(縣令) |
| 진악현   | 晉樂縣   | 변화없음                            | 현령(縣令) |
| 단남현   | 丹南縣   | 첸둥난 먀오족 둥족 자치주 레이산 현 | 현장(縣長) |
| 신녕현   | 新寗縣   |                                     | 현장(縣長) |

## 남제
유송대처럼 6현을 두었다.
| 현명   | 한자   | 대략적 위치                          |
| ------ | ------ | ------------------------------------ |
| 만수현 | 萬壽縣 | 변함없음                             |
| 저란현 | 且蘭縣 | 변함없음                             |
| 무렴현 | 毋斂縣 | 변함없음                             |
| 진악현 | 晉樂縣 | 변함없음                             |
| 수녕현 | 綏寧縣 | 첸난 부이족 먀오족 자치주 두산 현 남 |
| 단남현 | 丹南縣 | 변함없음                             |

## 수
개황초에 2현을 두었다.
| 현명   | 한자   | 대략적 위치                            |
| ------ | ------ | -------------------------------------- |
| 장가현 | 牂柯縣 | 첸난 부이족 먀오족 자치주 웡안 현 북동 |
| 빈화현 | 賓化縣 | 첸난 부이족 먀오족 자치주 룽리 현 서남 |

## 태수

### 전한
- 진립(기원전 27년 당시)

### 서진
- 방환(태강 연간)